# Cinco poemas para voz y piano
Cinco poemas para voz y piano es un conjunto de obras vocales del compositor Johannes Brahms, catalogado como el Op.19. Compuesto entre 1858 y 1859, son cinco poemas titulados Der Kuss, Scheiden und Meiden, En Reer Ferne, Der Schmied y An eine Aeolsharfe.
El biógrafo de Brahms, Karl Geiringer, describe como el que el compositor conociera a Agathe von Siebold, hija de un famoso profesor de la Universidad de Göttingen, y perdiera la cabeza por ella favoreció la composición de estas obras para voz, algo que facilitaba la interpretación de la obra por Agatha, poseedora de una mágica voz capacitada para ello.